# Българските земи под османско владичество
 Тази статия е за историческия период.  За историографското понятие и споровете около него вижте Турско робство.  
Османското владичество или още османска власт и османско господство, назовавано също, предимно в българската възрожденска литература, като османско робство, османско иго или турско робство, е периодът от края на XIV до края на XIX век, през който не съществува независима българска държава, а населените с българи земи са под управлението на Османската империя. Унищожена е и самостоятелната Българска патриаршия, която е подчинена на гръцката Цариградска патриаршия. За сметка на това, Охридската архиепископия продължава съществуването си до 1767 г., както и възстановената през 1557 г. заради сърбите в османските владения Печка патриаршия (до 1766 г.). Българите подготвят редица въстания срещу местните и централните власти, като борбата за отхвърляне на османската власт достига своя връх с Априлското въстание от 1876 г. и Руско-турската освободителна война от 1878 г.

## Терминология
Термините използвани за този период, са изключително спорни: от една страна във френски, италиански и пр. пътеписи и доклади на мисионери и дори на османски хронисти е отбелязано как през XIV – XVI в. османците правят масови заробвания на българи, сърби и пр. и ги продават на робски пазари (първоначалната цена е по 200 акчета, а отпосле се повишава); В кадийските регистри също фигурират записи как османците освобождават роби и робини. векове наред се е плащал т.нар. кръвен данък; също така големите ни възрожденци като Вазов, Ботев и пр. в стиховете си ясно показват, че са се чувствали роби. От друга страна след битките при Виена и Лепанто, Османската империя променя същността си. Войните вече не са така победоносни, тя трябва да развива търговия и манифактурно производство и допуска класово разслоение сред раята. Също така в българските земи съществуват български институции, така че няма класическо (римско) робство. При това още от първите векове на османското господств някои от робите дори са били назначавани като пълномощници на господаря си да събират отпуснатите от него заеми и дори в случай на нужда да се явят пред османския съд.

## Териториално и политико-религиозно администриране
Българските земи влизали в административната област на Румелия. Названието Румели, изопачено от Рим, както османците наричали обикновено Византийската империя, обозначавало османските владения на Балканите, освен Босна. В Османската империя населението било разделено на религиозни общности: правоверни и неверници, включени в законово признати религиозни общества (миллети): мюсюлмански миллет и източноправославен (рум миллет, т.е. гръцки миллет), под върховенството на гръцката Цариградска патриаршия. Заедно с гръцките духовници в българските земи се появили и гръцките църковни книги. Славянското богослужение се запазило частично в селата. Двете независими славянски църкви – Охридската и възстановената по-късно Пекската – станали впоследствие жертва на фанариотите.
В официалните документи на империята се обозначавала религиозната идентичност на поданиците, определена от опозицията „мюсюлмани – немюсюлмани“. От своя страна миллетите на неверниците, също организирани на религиозен принцип, включвали в една група различни народи, обособени според принадлежността им към определена религия. Като част от религиозната общност на рум миллета, българите според днешните понятия били скрито малцинство в рамките на този миллет до признаването на Българската екзархия от Империята през 1870 г. През този период са ислямизирани части от българския етнос, които били включени в ислямския миллет. Техни наследници днес са помаците. В Османската империя приемането на исляма водело до получаване на пълни права, което насърчавало поданиците ѝ да приемат тази вяра. Друга част от хората с български етнически произход, след появата на Българската екзархия, остават верни на Цариградската патриаршия. Това били т. нар гъркомани, представляващи днес част от гръцката нация. Гъркоманията е плод на високия статус, който гръцката култура имала сред православното население на Балканите. Въпреки всичко това, преобладаващата част от българите съхранили родния си език, вярата и традициите си. Особена положителна роля за това изиграли българското духовенство и манастирите.
Според Г. С. Раковски от 1848 година османското правителство започва в някои официални документи да отделя българите от рум милета и да им дава народностно име: булгар миллет или български народ.
Според Уолш (1828) и Бейкър (1877) в Османска България живеят следните народности, описани от авторите: турци като „господстващ народ“ от различни социални категории („турците от полето, селяни, прости и честни, работливи, много рядко полигамни и чиито жени не са забулени“; феодални турци (почти изчезнали към 1850 г.); големи земеделски собственици (рядко пребиваващи в земите си); турци от градовете (занаятчии или търговци на дребно); турци на правителствена служба (служители, куриери, жандарми, заптиета, военни), чиято класа „е може би единствената, която е корумпирана, която се възползва от злоупотребите на режима и ги поддържа, и същевременно тя предоставя мъдрите администратори и просветените личности“; албански мюсюлмани, които играят голяма роля в ежедневния живот и във външния вид на европейската част на Турция, по която са разпръснати на малки подвижни групи, работещи като занаятчии, ханджии, каваси, жандарми и най-вече войници. През 19 век в българските земи на Османската империя са приети няколко вълни кримски татари и черкези, изгонени от страната си от руските завоеватели. Немюсюлманите са разделени на няколко традиционни религиозни групи – евреи, арменци и християни. В Стара Турция евреите са наричани „мусафир, или посетители, защото са търсили убежище“ в Турция, арменците – „кая, или поданици, защото постепенно са се стопили в населението на империята“, а християните – „йешир или роби“. Най-много евреи идват от Испания, където са преследвани от Исабела Католичката.

## Българо-османски войни за запазване на българската държава (1341 – 1396)
Завоеванията над българските земи се осъществяват от четирима последователни султани: Орхан I, Мурад I, Баязид I и Мехмед I, като между управлението на последните двама е разположен периодът на Османското междуцарствие. Съпротивата на българските владетели е част от българо-османските войни.

### Установяване на тюрки в Мала Азия. Взаимодействие с ромеите
Още в късния 11 век в Мала Азия се появяват мюсюлмански емирства от тюркски произход, известни като бейлици. В историографията са познати като Малоазийски бейлици. Основното им предназначение било да предпазват селджуците от ромеите. След победата на Иконийския султанат на селджуците над ромеите при битката при Манцикерт, тези бейлици открито обявяват своята независимост. Възползвайки се от отслабените ромеи и войните на селджуците с Фатимидите в Египет и Южна Сирия, бейлиците обединяват своите емирства. Ертугрул основава бейлика Сьогют в долината на река Сангариос, разположена между днешните Бурса и Анкара (на турски: Sakarya Irmağı, на гръцки: Σαγγάριος, Sangarios). Неговият наследник Осман I създава Османската династия и Османския бейлик, който ще надделее над всички останали и ще положи основите на Османската империя през 1299 г.
Между 1341 и 1347 г. в Източната Римска империя се води гражданска война, в която враждуват две династии: Палеолози и Кантакузини. Тя избухва след смъртта на василевса Андроник III Палеолог. Благородничеството подкрепя Йоан VI Кантакузин, а долните и средните слоеве на обществото застават зад Йоан V Палеолог.

### Васална зависимост на България (1390 – 1396)

#### Падане на Търновското царство (1393)
През 1387 г. обединените християнски сили нанасят голямо поражение на османците при Плочник. Цар Иван Шишман веднага отхвърля васалните си задължения към султан Мурад I и отказва да му изпрати подкрепление. Веднага след това 30-хилядна армия начело с великия везир Али паша потегля срещу българите. Иван Шишман напуска Търново и отива в силната Никополска крепост. Изоставен от съюзниците си, виждайки огромната турска армия пред Никопол, той отива при султан Мурад и за втори път се заклева да му бъде васал при условие да предаде на турците най-укрепения град на Дунава – Силистра.
Скоро след това обаче Иван Шишман отказва да предаде Силистра на османците. Али паша отново потегля на север и пак обсажда цар Иван Шишман в Никопол, който за пореден път моли за мир. Този път условията са още по-тежки – освен Силистра трябва да бъдат предадени и други крепости. На 15 юни 1389 г. султан Мурад загива в битката при Косово поле, но османците удържат победа.
Новият султан Баязид I изчаква няколко години и през 1393 г., организира поход с отромна войска. Изненадан, Иван Шишман напуска столицата, а Баязид I подлагаТърновград на обсада. Защитата на престолния град се води от патриарх Евтимий. Търново издържа 3 месеца, но на 17 юли 1393 г. градът е завладян. Част от благородничеството е избито, а останалата е преселена в Мала Азия. Османските войски се насочват към Никополската крепост на река Дунав. След падането му и със смърта цар Иван Шишман, царското звание му е отнето, но е оставен да управлява Никопол. С това се слага край на съществуването на Търновското царство.

#### Падане на Видинското царство (1396)
През 1391 г. във Видин без съпротива се настанява османски гарнизон под командването на Фируз бей, който използва града като база за нападение над Влашко. Като реакция на решителната победа на османците над съюзните сили на сърби и босненци на Косово поле на 15 юни 1389 г. унгарският крал Сигизмунд организира кръстоносен поход. През пролетта на 1396 г. неговата 60-хилядна войска влиза във Видин и прогонва османския гарнизон. Иван Срацимир отхвърля васалитета и се обявява за съюзник на унгарския крал. Кръстоносците обаче са разгромени при Никопол на 25 септември 1396 г. и Баязид I превзема Видин след кратка обсада. С това е сложен край на Видинското царство. Видинският цар Иван Срацимир е пленен и отведен в бившата османска столица Бурса (на Мраморно море), хвърлен в тъмница и умира в 1402 г., вероятно удушен. Според друга версия той умира още през 1397 г.

## Българите в състава на Османската империя
Синът на Иван Шишман, княз Фружин Шишман, след падането на Никопол през 1396 г. заминава в изгнание в Унгарското кралство и Сръбското царство.
Заедно с първия си братовчед цар Константин II Асен, син на Иван Срацимир, се включват на страната на противоосманския съюз на Унгарското кралство, Сръбското царство, Босна и Влашко от 1403 – 1404 г. и предвождан от крал Сигизмунд Люксембургски, бъдещ император на Свещената римска империя. Те се възползват от вътрешната криза в Османската империя през 1404 или 1408 г. и прогонват турците от Видин. Този поход предизвиква цяла поредица от военни действия, които приключват с поражение за противоосманските сили окончателно през 1422 г.

### Социално-икономическо положение на българите в състава на Османската империя
По време на османската власт по данни на Мишел Лео българите формират „слугинската маса на раята, репресирани, особено в провинцията, невежи, без привилегии“. Според Бел д'Антермони през 1738 г. по-голямата част от българите живеят в села. Към 1854 г. християните в българските земи под османско владичество не са в неравностойно положение по отношение на мюсюлманите. Данъкът, който християните плащат е по-нисък отколкото компенсацията, която мюсюлманите трябва да платят, за да се освободят от военна служба.
Преди това неравноправното положение на друговерците, които не са мюсюлмани, в империята се поддържа от османската държава чрез различни методи, най-разпространени сред които са:
- ислямизация;
- кръвен данък (девширме), чрез който се попълва до 17 век основната част от османската армия – Еничарския корпус;[19][20]
- религиозна, политическа, икономическа и юридическа дискриминация;[21]

Данъкът джизие или харадж е бил разоряващ за селяните немюсюлмани. Основно задължение на мюсюлманската администрация било да събира всички данъци, като в същото време раята (dhimmi) показва по всевъзможен начин превъзходството на исляма. При проявявано усърдие им е било разрешавано известно самоуправление, но под непрестанен гнет от страна на управляващите мюсюлмани.
Други данъци:
- Капу хакъ – произволно изисквана от всеки дом такса.
- Ресм-и агъл (resm-i ağıl[23]) – данък за кошара.
- Ресм-и асияб – данък за воденица.
- Ресм-и биве – поземлен данък, плащан от вдовиците-немюсюлманки в полза на ленника.
- Ресм-и божик – налог върху свинете, които се угоявали за Коледа (Бòжик, Бòжич).
- Ресм-и гиях – данък за сено.
- Ресм-и духан – димнина, данък за презимуване в земите на един или друг феодален владетел.
- Ресм-и менгене – налог за пресоване на грозде.
- Ресм-и мюджеред – поземлен данък, събиран от работоспособни, но все още неженени синове, които живеят заедно с баща си и обработват негови парцели земя.
- Ресм-и обручина – данък, налаган при продажбата на вино.
- Ресм-и отлук – данък върху пасище.
- Ресм-и тапу, вкл. Тапу ресми – такса, плащана от всеки рая на съответния ленник или в полза на държавната хазна за правото му да стопанисва поземлен имот. Ресм-и тапу не се изисквал единствено при прехода на поземлен имот по наследство от баща на син.
- Ресм-и фучу – данък върху бъчви вино.
- Ресм-и ханазир – данък върху свине.
- Ресм-и химе – данък върху дърва за огрев.

Почти до края на XVII в съществуват привилегировани групи от българи като войнуци и мартолоси. Те са силно облекчени в плащането на данъци, в замяна на задълженията си на охранители на проходи. След Карпошовото въстание мартолосите постепенно са премахнати като институция. следва да се отбележи, че през XVII – XVIII в. има промяна в социален план – повява се заможна прослойка българи, наречена чорбаджии. Видно място сред нея имат занаятчиите (златари, абаджии и пр.), наречени еснафи

#### Административни единици
До 1864 г. в Османската империя съществуват еялети (на османски турски: ایالت‎), които са наричани още пашалъци (paşalık) или бейлербейлици (на турски: beylerbeylık). Управляват се от бейлербей или паша. При завладяването на европейските земи османските турци ги включват в Румелийски еялет, а азиатските са част от Анадолския еялет.
През повечето време от османското владичество по-голямата част от българските земи попадат в Румелийския еялет, чийто управленски център е София. Във времето от 1396 г. до 1864 г. Румелийският еялет многократно променя своята площ, а също и управленския център. Около 1850 г. в него вече не попадат български земи, а еялетите от своя страна се делят на санджаци, които се управляват от бейове.
През 1864 г. пробно е създаден само един вилает – Дунавският, а начело застава реформаторът Мидхат паша. След проведената през 1867 г. административна реформа със Закона за вилаетите (на турски: Teşkil-i Vilayet Nizamnamesi), еялетите са разделение на вилаети (на турски: vilâyet, от арабски: ولاية, уилая). От своя страна вилаетите са разделени на санджаци (на османски турски: سنجاق‎), управлявани от санджакбей или още мютесариф.

#### Институти на собствеността
След средата на XV век българите стават поданици на султана. Селското население на Османската империя – наричано рая – обикновено има пълно право на собственост върху къщата и дворното си място и частично право на ползване върху обработваните земи чрез институцията на чифлика (наричан също бащиния и продължаващ традициите на средновековния зевгар). Чифликът е участък земеделска земя, който едно домакинство може да обработва с един чифт волове (оттам и наименованието „чифлик“), така че да се издържа и да изплаща обичайните данъци – конкретният му размер варира според географската област и качеството на почвите. Чифликът се ползва срещу заплащане на еднократна първоначална такса (за издаването на документ, наречен тапия) и годишен данък – юшур. Правото на ползване може да се наследява свободно по права линия (оттам и наименованието „бащиния“), а за всяко друго прехвърляне на правата трябва да се издаде нова тапия. Правото на ползване на чифлика е подложено и на други ограничения – ползвателят не може да променя предназначението на имота (например да превърне лозето в нива) или да остави земята необработена в течение на повече от три години.

### Българските земи през XV и XVI век (1396 – 1600)
Краят на XV век и началото на XVI век отбелязват възстановяване на стопанския живот по българските земи, развитие на занаятите във връзка с нуждите на големите градски средища, в които се средоточват значителни военни, редоподдържащи и управленски сили. Това минава под знака на отрицателната тенденция за намаляване на християнското население и увеличаване броя на мюсюлманското.

### Българските земи през XVII век и първата половина на XVIII век (1601 – 1760)
В началото на XVII век историците поставят началото на османския упадък.
Между 1645 и 1649 г. се води Критската война между Османската империя и Венецианската република. Вниманието и усилията на Цариград са насочени на юг, а това създава условия за раздвижване на север, по българските земи. Главно действащо лице е влашкият владетел Матей Басараб, а от българска страна това е католикът барон Петър Парчевич, който произхожда от Чипровци, Видински санджак.
Към 1717 г. в европейската част на Османската империя при мюсюлманското и християнското население се прилага инокулация срещу едра шарка. През 1738 г. Бел д'Антермони пише, че българите населяват основно селата, а във всички важни центрове в страната турците са в мнозинство – Видин, Никопол, Свищов, Русе, Стара Загора, Сливен, Плевен, София, Пазарджик, Пловдив, Одрин, Битоля, Скопие, Солун, Кавала, Енос, Бургас, Варна.

### Възраждането, или българското Просвещение (1762 – 1876)
Под влияние на Просвещението през 19 век протича българското национално възраждане, което е период на обществено-икономически растеж, национална интеграция и еманципиране на българския народ. По същото време се появява османизма, чиито последователи се обявявали за равенство пред законите, всеобща военна служба и задължително държавно образование за всички поданици на Империята. Османистите считали, че това ще тушира проблемите в обществото, но възгледите им не били приемани еднозначно.
В началото на XIX век Кепел пише за практиката „авани“, която позолява на мюсюлманите да завеждат неоснователни дела срещу християни без никакви рискове за тях. Християните, дори да бъдат оправдани, трябва да платят разноските по делата и нямат право на искове срещу клевети. Показанията на турците надделяват над тези на раята и лъжесвидетелстването се наказва сериозно при християните и с порицание при мюсюлманите. По-късно са предприети реформи, които подобряват неравностойните условия на правораздаването.
През 1820-те Портър пише, че наблюдава „очарователни картини на плодородие и селско охолство“ в българските земи и че султан Селим изтегля в градовете всички турски поданици в България и настанява местни християни в селата и вместо да потиска техния труд ги компенсира със специални защити.
През 1833 г. Слейд пише, че отношенията между българите и турците не са само отношения на селски поданици към техните градски господари, нито роби на селски господари, съществува значително турско селячество, имащо същите качества на трудолюбие, честност и социалност като българите и има хармония между мюсюлмани и християни, особено българите. Бейкър през 1874. представя селата най-вече като религиозни единици – съседни села могат да са мохамеданско и християнско и това да е така в продължение на 400 години, но и смесените села не са рядкост. За пътуването си през 1829 – 1830 г. Слейд пише, че „никъде не е чул да се говори за екзекутиран българин. Това е така от незапомнени времена“, докато други западни пътешественици описват екзекуции на мюсюлмански или гръцки разбойници. Според Уолш бруталността на правосъдието е една от причините за сигурността, която характеризира Турция в спокойно време. Към 1862 г. притежаването на оръжие е забранено за всички немюсюлмански поданици на империята. Наблюдателите наблягат върху контраста между невъоръжените християни и техните господари, окичени с ятакани, ножове и пистолети. Същевременно по това време по принцип е признато „правото на всеки българин да притежава нещо, с което да защитава жена си и семейството си срещу нарушители мюсюлмани“, но християните трябва да внимвата тези оръжия да не се виждат когато са извън жилището си.
През 1833 г. Ъркърт пише, че всички села имат свои представители, старейшини, избирани от селяните за година и можещи да заемат тази длъжност цял живот. Най-често това са най-богатите и най-уважаваните жители. Основната функция на тези старейшини е разпределението на данъците между различните индивиди в обществото. Освен това управляват фондове за жилищност настаняване и храна на преминаващите турци и всички разходи на местната власт. Те решават и всички граждански въпроси. Същевременно местните свещеници играят ролята на арбитри и съдии, а епископът има юрисдикцията над християните и взима решения по отношение на брака и развода безапелационно. През 1833 г. Слейд пише, че никое селячество в целия свят не е по-охолно от българското. Не отрича, че по-нисшите класи в Турция често страдат от потисничеството на измамни паши или аги, но „никога не виждат най-безмилостния от тираните – глада“.
По време на Кримската война българските работници печелят по около 10 английски пенса дневно, а в страната има изобилие на жито и домашен добитък, а хлябът и месото са много евтини в обикновени времена.
Уокър пише през 1861 г., че практиката на отвличане на християнки, предназначени „да красят турските хареми“ е разпространена в провинциите в Азия и Африка и има изолирани случаи в България. Не е имало систематично избиране на млади жени за харемите в Константинопол, нито трафик на роби. Има злоупотреби, подбудени от чувството за вродено и безспорно превъзходство сред някои турци, но отделните жестокости са изключение и не са общ закон. Повечето от турските жители и паши живеят в добри отношения с останалата част от населението и показат качества като честност, разбиране и умереност.
Във втората половина на XIX век българските учители и свещеници в Османската империя сформират нова средна класа. Най-често срещаните храни в хановете са пилаф, сирене, каймак и подквасено мляко. Предпочитаното месо е овнешкото, задушено в мазнината или с боб. В българските семейства обикновено храната е хляб, яйца и вино.
Итън пише, че в началото на XIX век регионите по пътя Белград – София – Пловдив – Одрин – Цариград са обезлюдени, а Уолш описва Румелия като необитаема и необработваема страна, докато северната и североизточната част на България са многолюдни.

### Оплаквания за отделни случаи на насилствена ислямизация на младежи и девойки през втората половина на XIX в.
Картината, която описват английските пътеписи обаче не съвпада с множество оплаквания през XIX в. българските земи за отвлечени и насила помюсюлмачени девойки В различни дописки се съобщава че се купуват българки-християнки за робини от османците. Има и немалко оплаквания за насила помюсюлманчени младежи и дори момчета. За подобно нещо съобщават германските австрийските, френските, руските, гръцките и прочие архиви. Тези сведения са потвърждават и от албанското население – докато албанците не променят насила вярата на християнките за които се женят, то османците правят точно това

### Борба за българска църковна независимост (1824 – 1872)
Първият акт на епохата на Танзимата е Гюлханският хатишериф, издаден на 3 ноември 1839 г.
През втората половина на XIX век, според разказ на пътешественици, има села на Морава между Ниш и Скопие, в които християните, получили от султана ферман, позволяващ им да построят църква, да я виждат два пъти разрушена от мюсюлманите в околността и успяват да я запазят едва след като дават отново необходимите пари и труд, за да я издигнат трети път. Църквите често са в края на селата, а на много места е забранено използването на камбани. Също така във Видин, където месттните християни с много труд изградили втора по-голяма камбана на своята църква, по заповед на османските власти бил изваден езикът на първата камбана

### Начало на борбата за национална независимост (1856 – 1873)
като резултат от Кримската война (1853 – 1856) султанът издва Хатихумаюнът. В голяма си част, това е потвърждение, на правата които дава на раята Гюлханският хатишериф. Макар тези права да са про-форма те са основа, върху която по-късни възрожденски дейци се опират за да защитят правата си. В началото на 60-те години на XIX век Георги Раковски започва да издава в Белград първият български революционен вестник – „Дунавски лебед“ (1861). Тук, в Сърбия Раковски израства идейно. Той създава „План за освобождението на България“ (1861); Пак в Сърбия той създава Привременният закон за народните горски чети (1867), който е важен програмен документ за бъдещите революционни дейци. В него Раковски призовава за „революция морална и с оръжие“. Пак в Сърбия Раковски създава Първата българска легия (1862) и става вдъхновител на Втората българска легия. (1867). Шестдесетте години на деветнадесети век в българските земи минават под знака на Раковски. Той е революционер, журналист, фолклорист и борец за църковна независимост. Раковски често е праволиинеен, непримирим към еволюционното израстване или дипломацията (униатските тези на Др. Цанков и автономистките идеи на Ив. Касабов и Олимпи Панов са му чужди). До голяма степен четническите движения на Панайот Хитов, Филип Тотю, Ст. Каражда, Хаджи Димитър, капитан Никола са повлияни от идеите на Раковски. „Бащата на революцията“ обаче допуска една слабост – той твърде много разчита на чужда външна намеса – първо Гърция, а после Русия и Сърбия. Тази слабост е ревизирана в идеите на неговия духовен наследник – Васил Левски, Апостола на свободата. На база своя опит в Първата българска легия и четата на Панайот Хитов, Левски осъзнава, че освобождението на българите зависи преди всичко от самия български народ. Той се заема да реализира идеята на Раковски за комитети в българските земи, които да подготвят народа за въстание. Левски надгражда идеите на Раковски, и създава ВРО с център Ловеч (края на 1869). Впоследствие се свързва с Любен Каравелов. Въпреки някои идейни различия, Левски и Каравелов постигат важен компромис: БРЦК избира Любен Каравелов за председател, а ВРО става негов филиал българските земи. Левски не влиза в управителният съвет, но добива пълномощно да се разпорежда както намери за добре в българските земи; БРЦК възприема програмата на Левски (без точката за република). Този акт е от полза и на двете страни – БРЦК бързо добива популярност сред българската емиграция в странство и заема първо място, сред другите комитети (Одеско настоятелство, Добродетелна дружина, ТБЦК и др.). От този момент БРЦК задава основната идеологическа програма на революцията. В същото време Левски добива финансови ресурси, а също и популярност сред българската интелигенция в Румъния. Той създава мащабна идеологическа програма: опитва се да привлече целият народ в борбата. Левски е единственият революционен деец, който не дели народа по класи и се опитва да привлича дори чорбаджии и монаси. Той разгръща сериозна комитетска мрежна, но в средата на 1872 са извършени серия от предателства и арести. В началото на 1873 г. Левски е заловен и осъден на смърт. Революционните дейци временно изпадат в криза.

### Източна криза: изостряне на Източния въпрос (1875 – 1878)
Баркли пише през 1877 г., че в началото на руско-турската всеки българин е дребен земевладелец, осигуряващ собственото си съществуване, това на семейството си и на своите възрастни родители и плащащ данъците си благодарение на обработването на земята, която практически му принадлежи.

### Българската революция: Старозагорското (1875) и Априлското въстание (1876)
Априлското въстание се възприема като връх на българското националноосвободително движение, което има корени в просвещенските идеи на Възраждането. Каго негова подготовка в българската историография се възприема неуспялото Старозагорско въстание.
Априлското въстание по своята същност отговаря на националните революции, които други народи извършват, за да премахнат авторитарните монархии: американците срещу Британската империя (1776), французите срещу френските абсолютисти (1789), Неуспешния опит на руските декабристи за ограничаване на руския абсолютизъм (1825 – 1826), Полското (Януарско) въстание срещу руската окупационна власт, (1861 – 1862), Херцеговското въстание срещу османската власт (1873 – 1876) и т.н. Някои български историци считат Априлското въстание за буржоазно-демократична революция на българите.
Във военно отношение въстанието е неуспешно, защото е потушено с невиждана жестокост, но тъкмо поради нея то постига широк политически отзвук и спомага за по-бързото разрешаване на Източния въпрос от великите сили. Това отнема две години, за да се намеси руският император, като обяви война на Османската империя (1877). В като непряк резултат от Априлското въстание е създаването на III българска държава (1878).

### От Цариградска конференция до Руско-турска освободителна война
Разкритията на Макгахан за зверствата на турците при потушаването на Априлското въстание и последвалото Сърбо-херцеговско въстание обострят Източният въпрос. Междувременно в Англия, У. Гладстон набира популярност, а правителството на Дизраели губи стабилност. Дизраели е сиилно проосмански настроен, за разлика от Гладстон. Неутралитета на Англия бива гарантиран. Бисмарк дава картбланш на граф Николай Игнатиев, че Германия няма да се намеси в една война между Русия и Османската империя, ако и Русия не се намесва в евентуална Френско-немска война. При това положение граф Н.Игнатиев се срежа в Райхщад с граф Андраши. Тук на 26 юни 1876 е постиганато т.нар. Райхщатско споразумение – Австро-Унгария няма да се намесва при една Руско-Османска война, но Русия няма право да създава велика панславянска държава на Балканите; също така няма право да окупира Беломорска Тракия; Райхщадското споразумение предвижда създаване на два вилалета (Източен и Западен), които да се позват с автономия и големи права.; Те следва да се управляват от главни управители, които са християни, назначавани са от Високата порта, със съдействието на Великите сили; черкезите да се изселят и да се създаде смесена османо-християнска милиция; Австро-унгария си запазва правото да окупира Хърватска и части от Босна, а Русия – Бесарабия; ще се даде независимост на Албания. На 23 декември Великите сили се събират в Цариград и заседават един месец в отчаян опит да намерят мирно разрешение на въпроса. Успоредно с Цариградската посланическа конфееренция (23 декември 1877 -20 януари 1877) с нея се води Будапещенска тайна конвенция (3 януари 1877) която утвърждава договорките между Руската империя и Австро-Унгария, взети чрез Райхщадското споразумение До голяма степен Цариградската конференция потвърждава Райхщадското споразумение. Османската империя обаче отхвърля Райхщадското споразумение (26 юни 1876), решенията на Цариградската конференция (20 януари 1877) и Лондонския протокол (19 март 1877). Това води до Руската-турската война (12 април 1877 – 19 февруари 1878). Тя е трета в рамките на този век (след Руско-турската война през 1829 и Кримската война 1853 – 1856) и се оказва освободителна за България.

## Отношенията на Третата българска държава с Османската империя (1878 – 1923)
След възстановяването на българската държава през 1878/9 г. много населени с българи земи остават под османска власт. Съпротивата им срещу Високата порта продължава, като още през 1878/9 г. избухва Кресненско-Разложкото въстание в отговор на решенията на Берлинския конгрес, които сериозно орязват границите на новосъздаденото княжество, а цяла Македония остава под османска власт. Образуват се редица революционни организации, чиито отношения стават особено сложни с България, Гърция и Сърбия.
- 1878 – 1879 – Кресненско-Разложко въстание;
- 1885 – Съединение на Източна Румелия с Княжество България;
- 1902 – Горноджумайското въстание
- 1903 – Илинденско-Пребраженското въстание

Османизмът преживял ренесанс по време на Младотурска революция в 1908 г. Дошлите на власт младотурци го провъзгласяват за официална идеология и прокламират създаването на единна османска нация, съставена от отделните народности в Империята. Постепенно засилващия се национализъм, намерил израз в редица въстания и войни, особено Първата балканска война от 1912 – 1913 г., довел до отмиране на тези идеи.
- 1908 – 1909 – с Манифест на 22 септември (5 октомври нов стил) 1908 г. в църквата „Св. Четиридесет мъченици“ в старопрестолния град Търново е обявено независимо Трето българско царство. Признато е от Великите сили през пролетта на 1909 г.
- 1912 – 1913 – Първа балканска война – съгласно Лондонският мирен договор са освободени от турско, земите на запад от линията Мидия-Енос;
- 1913 – Цариградски договор след Междусъюзническата война, с който България получава излаз на Бяло море, предшестван от разорението на българите от Източна Тракия;
- 1915 – Подписана е Българо-турска конвенция, с която Турция прави известни териториални отстъпки на България и така двете страни стават съюзнички в Първата световна война;
- 1920 – Подписан е Севърския договор, с който фактически е ликвидирана Османската империя;
- 1919 – 1922 – Гръцко-турска война, през която фактически се слага начало на Турската република;
- 1923 – С Лозанския договор е призната независимостта на Република Турция;

## Транспорт
Стандартният начин на транспорт е с коне. През 1839 г. пощенските коне се движат със скорост от около 19 km/h, а пътниците пътуват със скорост около 6,5 km/h. Дневните преходи на дълъг път най-често са с дължина от 16 до 20 часа, по-рядко под 12 часа и никога под 8 часа. Пътят от Ниш до София трае четири дни, от София до Пловдив – също четири дни, а от Белград до Цариград – 15 дни.
Между 1857 и 1869 г. в Добруджа са построени първите две железопътни линии в европейската част на Османската империя. Първата е между Черна вода и Кюстенджа, а втората – между Русе и Варна. През 1860-те по трасето между Русе и Варна пътуват пощенски влакове два пъти седмично. През 1877 г. е построена железопътна линия между Цариград и Пловдив, достигаща Белово, която по-късно става част от линията на Ориент експрес. От Одрин има отклонения към Дедеагач на Бяло море, а от Харманли – към Нова Загора и Ямбол.

## Цитирани източници и бележки
1. ↑  История на България в 14 тома. Османско владичество XV-XVIII век, том 4, Издателство на БАН, 1983 г.
2. ↑  Крамптън, Ричард. "Българските земи под османска власт" https://chitanka.info/text/49548-kratka-istorija-na-bylgarija/5
3. ↑  из писмото на монаха Бартолоемо де Яно от 3 февруари 1443 - Френски пътеписи, I, с. 62-63
4. ↑  Из пътеписа на французина Бертрандон дьо ла Брокире от 1433 - Френски пъпеписи I с.51-56
5. ↑  Из пътеписа на французина Пиер Белон от 1547 - Френски пътеписи, I с. 105-107
6. ↑  Из пътеписа на далматинеца Антон Вранчич от 1553 г.- Немски пътеписи I ,стр. 176-177
7. ↑  Из впечатленията на немския дипломат Ханс Дерншвам, посетил Османската империя 1553-1555. Дерншвам, Х. Дневникът страница 22-193
8. ↑  извадки от архива на Маноли Брешияно, 1381-1383, за търтовия с роби българи. - Сакъзов, Иван. новооткрити документи от краяна XIV за българи в Македония продавани като роби, в Македонски преглед, 1932, кн. 2-3 : цит в Пет века ятагана и корана.....стр. 339
9. ↑  Сведения на турския хронист Садедин, от XV в. Тодоров, Николай, Положението с. 8-10 цит в: Пет века под ятагана и корана. Сборник под редакцията на проф. Илия Тодев Т.1. Османската империя - ислямска държава - стр.338
10. ↑  Протокол на софийския кадия от 20 юли 1550 - НБКМ, ориенталски отдел, кад. регистър №313, отк. 2, лист 8-а-II
11. ↑  Протокол на софийския кадия от 25 юли 1550 - НБКМ, ориенталски отдел, кад. регистър №313, отк. 2, лист 8-а-II
12. ↑  Протокол на софийския кадия от 31 юли 1550 - НБКМ, ориенталски отдел, кад. регистър №313, отк. 2, лист 11-а-V
13. ↑  Нѣколко риечи о Асѣню Първому: великому царю българскому и сину му Асѣню Второму, Георги Стойков Раковски в Кн. сърб. книго-печятницѫ, 1860, стр. 2.
14. ↑  Лео, Мишел. България и нейният народ под османска власт: през погледа на англосаксонските пътешественици (1586 – 1878).   София, ТАНГРА ТанНакРа, 2013. ISBN 9789543781065. OCLC 894636829. с. 127 – 128.
15. ↑  Köprülü, M. Fuad. The Origins of the Ottoman Empire. State University of New York Press, 1992, pp. 1 – 11.
16. ↑  По това време босненците още не са ислямизирани.
17. ↑  Лео, Мишел. България и нейният народ под османска власт: през погледа на англосаксонските пътешественици (1586 – 1878).   София, ТАНГРА ТанНакРа, 2013. ISBN 9789543781065. OCLC 894636829. с. 129; 133 – 134.
18. ↑  Лео, Мишел. България и нейният народ под османска власт: през погледа на англосаксонските пътешественици (1586 – 1878).   София, ТАНГРА ТанНакРа, 2013. ISBN 9789543781065. OCLC 894636829. с. 158.
19. ↑  Султански указ (ферман) от 1536 г., съхраняван в националната библиотека в Кайро
20. ↑  Георгиева, Цветана. Еничарите в българските земи. „Наука и изкуство“, София, 1988 г. Връзка тук.
21. ↑  Късно средновековие и Възраждане, Том 2 от История на Българите, Георги Бакалов, Издателство Труд, 2003, ISBN 954-528-467-6, стр. 102.
22. ↑  Евреите на Османската империя и Турската република. Ню Йорк Univ Press, 1991. Норман Стилман.
23. ↑  Ağıl е от старотюркски, означава „помещение за домашни животни, добитък“.
24. ↑  Коста Митов. Село Лесново. Кратък истторически очерк.Глава втора. Периодът на османското робство https://chitanka.info/text/27694-selo-lesnovo/3
25. ↑  Стоянов, Иван. История на българското Възраждане. Издателство „Велико Търново“, 1999.
26. ↑  Батюман, Елиф. Отомания. „Либерален преглед“, 2014 г.
27. ↑  Изграден в земите на Видинското царство, а по-късно присъединени и земи от Сръбското деспотство.
28. 1 2  Лео, Мишел. България и нейният народ под османска власт: през погледа на англосаксонските пътешественици (1586 – 1878).   София, ТАНГРА ТанНакРа, 2013. ISBN 9789543781065. OCLC 894636829. с. 24 – 26.
29. ↑  Лео, Мишел. България и нейният народ под османска власт: през погледа на англосаксонските пътешественици (1586 – 1878).   София, ТАНГРА ТанНакРа, 2013. ISBN 9789543781065. OCLC 894636829. с. 133 – 134.
30. ↑  Лео, Мишел. България и нейният народ под османска власт: през погледа на англосаксонските пътешественици (1586 – 1878).   София, ТАНГРА ТанНакРа, 2013. ISBN 9789543781065. OCLC 894636829. с. 148.
31. 1 2 3 4  Лео, Мишел. България и нейният народ под османска власт: през погледа на англосаксонските пътешественици (1586 – 1878).   София, ТАНГРА ТанНакРа, 2013. ISBN 9789543781065. OCLC 894636829. с. 168 – 171.
32. 1 2  Лео, Мишел. България и нейният народ под османска власт: през погледа на англосаксонските пътешественици (1586 – 1878).   София, ТАНГРА ТанНакРа, 2013. ISBN 9789543781065. OCLC 894636829. с. 135 – 137.
33. ↑  Лео, Мишел. България и нейният народ под османска власт: през погледа на англосаксонските пътешественици (1586 – 1878).   София, ТАНГРА ТанНакРа, 2013. ISBN 9789543781065. OCLC 894636829. с. 144 – 146.
34. 1 2  Лео, Мишел. България и нейният народ под османска власт: през погледа на англосаксонските пътешественици (1586 – 1878).   София, ТАНГРА ТанНакРа, 2013. ISBN 9789543781065. OCLC 894636829. с. 161 – 167.
35. ↑  Лео, Мишел. България и нейният народ под османска власт: през погледа на англосаксонските пътешественици (1586 – 1878).   София, ТАНГРА ТанНакРа, 2013. ISBN 9789543781065. OCLC 894636829. с. 148 – 149.
36. ↑  Лео, Мишел. България и нейният народ под османска власт: през погледа на англосаксонските пътешественици (1586 – 1878).   София, ТАНГРА ТанНакРа, 2013. ISBN 9789543781065. OCLC 894636829. с. 97 – 106.
37. ↑  Отвлечена българка, за да бъде помюсюлманчена - Из писмо на Захари Княжевски до Н.Геров от 28 юли 1860, Ст. Загора - -из архивата на Н. Геров, с 854
38. ↑  Отвлечени и помюсюлманчени две българки - от Търновско и Русенско - съобщение във в. "Свобода" бр. 8. 1869
39. ↑  Неуспешен опит насила да бъде ислямизирана българка - дописка от Русе от 29 юли 1870 - във в. "Свобода" бр. 36, 30 юли 1870
40. ↑  Насилствено помюсюлманчване на българскак девойка от Русе - Дописка от 3 септември от Русе, поместена в "Свобода" бр. 41 от 7 септември 1870
41. ↑  Дописка във в. "Македония" бр. 5 от 2 февруари 1891 за отвлечена и ислямизирана българка
42. ↑  Писмо 94 от 9 априр 1886 до търновския митрополит - ОДА Велико Търново, ф.1 оп.1 л 18-19 - Българка от Еленско издирва отвлечената си дъщеря
43. ↑  Дописка "Робството сна една българка" поместена в "Народний гласс" бр. 251 от 18 декември 1881 как българка е насила помюсюлманечна и е продадена за 50 турски лири
44. 1 2  Писмо на руския вицеконсул във Варна, А.Олхин от 9 август 1863 до провадийските чорбаджии Коста Димитров и Иван Стоянов - музей на Възраждането във Варна ф.2, а.е. 11, л.173
45. ↑  Из писмото на търновския гражданин Рад Рали до Георгипоп Симеонов в Търново от 6 август 1860 - НБКМ, БИА, II А 3561, превод от гръцки Георги Влахос
46. 1 2  Опит за помюсюлманчване на 15 годишен младеж Тодор от Балчик - Колективно писмо на група граждани, написано в Балчик на 13 септември 1860, връчена на гръцкия консул, АВПР, Посольство в Константинополе д. 1612, л. 157-158
47. ↑  Насилие над момиче от Разград да приеме исляма - из доклада на М.калиш от 15 юли 1857 - документи из германските архиви
48. ↑  Помюсюлманчени насила момиче и момче в Русенско - из доклада на М.Калиш от 9 януари 1859 - документи из германските архиви с. 339-340
49. ↑  Отвлечена и насила помюсюлманчена 17 годишна българка в Русенско - из доклада на Ем. фон Рьослер до Шварценберг от 20 май 1854 - Документи на българската история VI, с.78 док.312
50. ↑  насилствено помохамеданчване на две български момичета в Русенско - из доклада на Ем. фон Рьослер от 24 юни 1854 до граф Буол Шауенщайн, австрийски министър председател и министър на външите работи - Документи за българската история VI, 82, док №315
51. ↑  Насила помюсюлманнчена млада българка от Драма - Кореспондензия от 8 март 1859, поместена в "Прес д'Ориан" и препечатана във в."България" г. I бр.3 11/23 април 1859
52. ↑  Отвлечена и помюсюлманчена жена с дететто ѝ в шестгодишния ѝ син в Котленско - из доклада на руския вицеконсул във Варна, Лука Свинларивич от 15/27 август 1853 до П.Пизани директор на руската търговска канцелария в Константинопол - АВПР (архив на музея на Възраждането във Варна), Посольство в Константинопол, 1853 д. 946, л89
53. ↑  Из книгата на Л.Ив.доросиев "Българските колонии в Мала Азия" - сп. на БАН, кн XXIV С.1922 62-63
54. ↑  Отвлечено момиче по време на Руско-турската война - Писмо 996 от 26 ноември 1884 на екзарх Йосиф до българския търговски агент в Серес - ЦИАИ, ф.1 оп. 1 а.е. 2, л.170
55. ↑  Разказ на албанец през 1855 - Велева, Д. Едно пътуване на Ст.Веркович през българските земи (пътепис през 1855) - ИБИД, кн. XXVIII, 1972 г., с. 365
56. ↑  из доклада на пруския консур в Русе М.Калиш от 15 юли 1857 до пруския дипломатг в Цариград, Гундлих - документи из германските архиви, с .314-315 цит в: пет века под Ятагана и Корана,т.1, Османската империя - ислямска държава. Документален сборник под съставителството на проф. дин Петър Петров 2012 г. Университетско издателство
57. 1 2  Генчев, Николай. Българско възраждане. „Изток-Запад“, 2010, С.
58. ↑  Лео, Мишел. България и нейният народ под османска власт: през погледа на англосаксонските пътешественици (1586 – 1878).   София, ТАНГРА ТанНакРа, 2013. ISBN 9789543781065. OCLC 894636829. с. 84 – 85.
59. ↑  Лео, Мишел. България и нейният народ под османска власт: през погледа на англосаксонските пътешественици (1586 – 1878).   София, ТАНГРА ТанНакРа, 2013. ISBN 9789543781065. OCLC 894636829. с. 68 – 69.